# Юрій Гойцевич
Юрій (Юшко) Гойцевич (лат. Georgius alias Joschko Goyczowicz, ст.-укр. Юшко Кгойцевич, пол. pan Juszko Golcewicz; ? — пом. між 1461 й 1464) — староста новогрудський (зг. 1461).
Походження боярина неясне. Мав брата Івана й Федька («Хведко»). 
Згідно з Хронікою Биховця Юрій брав участь у битві під Ошмянами (8 грудня 1432) на боці великого князя Свидригайла Ольгердовича, але втрапив у полон до Сигізмунда Кейстутовича. Якщо ця звістка правдива, а іншими джерелами вона не підтверджується, то останній, вочевидь, незабаром примирився з боярином і навіть обдарував помістями. Так, не пізніше літа 1436 він одержав від Сигізмунда двір Репухів на Вітебщині.
В 1440–43 рр. за наказом Довгірда й Гаштольда дістає Сеніно й Жировичі, що в Слонімському повіті, там само володів розташованими неподалік селами Лососін та Гощове, і Тугановичами Циринського повіту (разом з братом Іваном та Миколаєм Немировичем). С. Вислоух висловив гадку, що у посіданні боярина знаходилось й с. Белавичі; відомо, як Гойцевич «дал былъ землицу пустовъскую у Белавицъкомъ обрубе на Лодеиницы слузе своему Андърияну». С. Рибчонак припускає, що Юрій міг деякий час бути господарським намісником в Слонімі, — це добре пояснює, чому він володів маєтками в околицях даного міста.
Сповідував католицизм. У належному йому Крошині Новогрудського повіту вибудував дерев'яний костел Божого тіла, св. Георгія й св. Миколая, одним зі свідків чого виступив брат Федько. Храм був освячений 2 серпня 1442 року віленським єпископом Матеєм із Трок.
Приблизно 50-ми рр. XV ст. Рибчонак датує розгляд справи такого собі Гринька Микулича з Гойцевичем. Справа стосувалася права володіння Чагинським село і господар виніс рішення на користь Микулича. 

### Родина
Юрій був одружений з Ганною (Аннушкою), донькою Яна Довгірда (а не Андрія Довгірдовича, як гадали раніше). Нащадків вони не залишили.
1461 року склав заповіт, яким всю свою вислугу за часів князя Сигізмунда — двір Репухів з «двірцем» Волковичі, «двірцем» Милотинню, данниками Копеньчичами, данниками на Білій, й данниками Ширневичами — записав на користь дружини. Лососінські ж добра відійшли монарху, що пізніше надав їх Михайлу Борисовичу Тверському.
Після смерті мужа жінка вийшла заміж вдруге за Івашка Ілініча. 